# Berryteuthis magister
Berryteuthis magister е вид главоного от семейство Gonatidae. Видът не е застрашен от изчезване.

## Разпространение и местообитание
Разпространен е в Канада, Русия (Курилски острови), САЩ (Аляска), Северна Корея, Южна Корея и Япония.
Среща се на дълбочина от 4 до 854,5 m, при температура на водата от 3,5 до 8,5 °C и соленост 31,8 – 34,3 ‰.